# كاترين لارا
كاترين لارا (بالفرنسية: Catherine Lara)‏ هي مغنية فرنسية، ولدت في 29 مايو 1945 في بواسي في فرنسا.

## وصلات خارجية
- الموقع الرسمي
- كاترين لارا على موقع IMDb (الإنجليزية)
- كاترين لارا على موقع ألو سيني (الفرنسية)
- كاترين لارا على موقع ميوزك برينز (الإنجليزية)
- كاترين لارا على موقع أول موفي (الإنجليزية)
- كاترين لارا على موقع قاعدة بيانات الأفلام السويدية (السويدية)
- كاترين لارا على موقع أول ميوزيك (الإنجليزية)
- كاترين لارا على موقع ديسكوغز (الإنجليزية)
- كاترين لارا على موقع قاعدة بيانات الفيلم (الإنجليزية)
- كاترين لارا على موقع كينوبويسك (الروسية)